# Tay (Schatzmeister)
Tay war ein Schatzmeister unter der altägyptischen Herrscherin Hatschepsut (etwa von 1479 bis 1458 v. Chr.) und unter Thutmosis III. (um 1483 v. Chr. bis 1425 v. Chr.).
Tay ist von einem Brief an den Bauleiter Ahmose bekannt, der wiederum mit dem Obervermögensverwalter Wadjetrenput korrespondierte, der unter Hatschepsut im Amt war. Tay ließ sich auf der Nilinsel Sehel eine Inschrift anbringen, die einen ausgehackten Königsnamen zeigt, was wiederum auf eine Datierung unter Hatschepsut deutet, da deren Name nach ihrem Tod im ganzen Land auf Monumenten zerstört wurde. Eine letzte Inschrift des Tay stammt vom Sinai und datiert in das 25. Jahr von Thutmosis III., als dieser schon alleine regierte.
Inschriften aus dem neunten Jahr der Herrscherin belegen Nehesy als seinen Vorgänger im Amt des Schatzmeisters. Tay erlangte also nach ihm das Amt und sein eigener Nachfolger war ein gewisser Sennefer, der selbst das erste Mal im 32. Jahr Thutmosis’ III. belegt ist. Zu der Person des Tay ist sonst kaum etwas bekannt. Die Inschrift auf Sehel berichtet immerhin, dass er der Hatschepsut auf einem Nubien-Feldzug folgte.